# Duplicaria tricincta
Duplicaria tricincta é uma espécie de gastrópode do gênero Duplicaria, pertencente a família Terebridae.